# ميخائيل غريغوري
ميخائيل غريغوري (بالإنجليزية: Michael Gregory)‏ هو عازف جاز أمريكي، ولد في 28 أغسطس 1953 في نيو هيفن في الولايات المتحدة.

## وصلات خارجية
- ميخائيل غريغوري على موقع IMDb (الإنجليزية)
- ميخائيل غريغوري على موقع ميوزك برينز (الإنجليزية)
- ميخائيل غريغوري على موقع أول ميوزيك (الإنجليزية)
- ميخائيل غريغوري على موقع ديسكوغز (الإنجليزية)